# أنديجان (بلاغباشي)
أنديجان هي بلدة في مقاطعة بلاغباشي في ولاية أنديجان في أوزبكستان. في سنة 1989، كان سكان البلدة 4,549 نسمة، وبلغ 12,200 نسمة في 2016.